# Жамбыл (Мугалжарский район)
Жамбыл (каз. Жамбыл, до 199? г. — Енбекши) — село в Мугалжарском районе Актюбинской области Казахстана. Входит в состав Кумсайского сельского округа. Код КАТО — 154855400.

## Население
В 1999 году население села составляло 279 человек (136 мужчин и 143 женщины). По данным переписи 2009 года, в селе проживало 88 человек (46 мужчин и 42 женщины).